# UYBA Volley 2022-2023
Questa voce raccoglie le informazioni riguardanti la UYBA Volley nelle competizioni ufficiali della stagione 2022-2023.

## Stagione
Nella stagione 2022-23 la UYBA Volley assume la denominazione sponsorizzata di E-Work Busto Arsizio.
Partecipa per la diciassettesima volta alla Serie A1; chiude la regular season di campionato all'ottavo posto in classifica, qualificandosi per i play-off scudetto: viene eliminata nella serie dei quarti di finale dall'Imoco. Accede quindi ai play-off Challenge Cup dove esce nella fase a gironi.
Originariamente qualificata per la Challenge Cup, è ammessa alla Coppa CEV: è eliminata dalla competizione ai play-off dal Türk Hava Yolları a seguito della doppia sconfitta per 3-0 sia nella gara di andata che in quella di ritorno.

## Organigramma societario
Area direttiva
- Presidente: Giuseppe Pirola
- Vicepresidente: Francesca Piccinini

Area tecnica
- Allenatore: Marco Musso
- Allenatore in seconda: Marco Gaviraghi
- Assistente allenatore: Lorenzo Pintus
- Scout man: Roberto Menegolo
- Assistente tecnico: Alessandro Rondanini

## Rosa
| N° | Nome                  | Ruolo | Data di nascita   | Nazionalità sportiva |
| -- | --------------------- | ----- | ----------------- | -------------------- |
| 1  | Valeria Battista      | S     | 23 gennaio 2001   | Italia               |
| 2  | Alice Degradi         | S     | 10 aprile 1996    | Italia               |
| 3  | Carli Lloyd           | P     | 6 agosto 1989     | Stati Uniti          |
| 5  | Sofia Monza           | P     | 11 maggio 2002    | Italia               |
| 7  | Rosamaria Montibeller | O     | 9 aprile 1994     | Brasile              |
| 8  | Giuditta Lualdi       | C     | 13 settembre 1995 | Italia               |
| 10 | Lena Stigrot          | S     | 20 dicembre 1994  | Germania             |
| 12 | Valentina Colombo     | C     | 12 dicembre 2003  | Italia               |
| 13 | Rossella Olivotto     | C     | 27 aprile 1991    | Italia               |
| 14 | Giorgia Zannoni       | L     | 11 febbraio 1998  | Italia               |
| 15 | Loveth Omoruyi        | S     | 25 agosto 2002    | Italia               |
| 16 | Katerina Zakchaiou    | C     | 26 luglio 1998    | Cipro                |
| 17 | Chiara Bressan        | L     | 2 settembre 2004  | Italia               |

## Mercato
| Acquisti | Acquisti              | Acquisti           | Acquisti   |
| R.       | Nome                  | da                 | Modalità   |
| -------- | --------------------- | ------------------ | ---------- |
| S        | Alice Degradi         | Cuneo Granda       | definitivo |
| S        | Carli Lloyd           | Athletes Unlimited | definitivo |
| C        | Giuditta Lualdi       | Futura Giovani     | definitivo |
| O        | Rosamaria Montibeller | AGIL               | definitivo |
| S        | Loveth Omoruyi        | Imoco              | definitivo |
| S        | Lena Stigrot          | Roma Club          | definitivo |
| C        | Katerina Zakchaiou    | Pro Victoria       | definitivo |

| Cessioni | Cessioni                | Cessioni        | Cessioni   |
| R.       | Nome                    | a               | Modalità   |
| -------- | ----------------------- | --------------- | ---------- |
| S        | Lucia Bosetti           | Çukurova        | definitivo |
| S        | Adelina Budăi-Ungureanu | Pinerolo        | definitivo |
| S        | Alexa Gray              | Imoco           | definitivo |
| C        | Liset Herrera           | PAOK            | definitivo |
| P        | Victoria Mayer          | Mulhouse        | definitivo |
| O        | Camilla Mingardi        | Savino Del Bene | definitivo |
| P        | Jordyn Poulter          | AGIL            | definitivo |
| C        | Jovana Stevanović       | Pro Victoria    | definitivo |

## Risultati

### Serie A1

#### Girone di andata
| 1ª giornata - 23 ottobre 2022 PalaWanny, Firenze               | Firenze               | 2 - 3 | UYBA          | 25-16, 17-25, 25-16, 21-25, 10-15 |
| 2ª giornata - 26 ottobre 2022 PalaPiantanida, Busto Arsizio    | UYBA                  | 2 - 3 | Imoco         | 23-25, 18-25, 25-22, 25-22, 10-15 |
| 3ª giornata - 30 ottobre 2022 PalaEvangelisti, Perugia         | Wealth Planet Perugia | 3 - 0 | UYBA          | 25-21, 25-21, 25-17               |
| 4ª giornata - 2 novembre 2022 PalaPiantanida, Busto Arsizio    | UYBA                  | 0 - 3 | AGIL          | 15-25, 19-25, 20-25               |
| 5ª giornata - 6 novembre 2022 PalaCarneroli, Urbino            | Megavolley            | 3 - 0 | UYBA          | 25-18, 25-18, 25-21               |
| 6ª giornata - 13 novembre 2022 Palazzetto dello sport, Bergamo | Bergamo 1991          | 3 - 1 | UYBA          | 22-25, 25-14, 25-19, 25-23        |
| 7ª giornata - 16 novembre 2022 PalaPiantanida, Busto Arsizio   | UYBA                  | 1 - 3 | Chieri '76    | 14-25, 23-25, 25-20, 18-25        |
| 8ª giornata - 20 novembre 2022 PalaPiantanida, Busto Arsizio   | UYBA                  | 3 - 0 | Pinerolo      | 31-29, 25-21, 25-13               |
| 9ª giornata - 27 novembre 2022 PalaWanny, Firenze              | Savino Del Bene       | 2 - 3 | UYBA          | 18-25, 25-20, 25-23, 11-25, 12-15 |
| 10ª giornata - 4 dicembre 2022 PalaPiantanida, Busto Arsizio   | UYBA                  | 3 - 0 | Helvia Recina | 25-20, 25-16, 33-31               |
| 11ª giornata - 11 dicembre 2022 PalaRadi, Cremona              | Casalmaggiore         | 3 - 2 | UYBA          | 25-21, 19-25, 23-25, 25-20, 15-11 |
| 12ª giornata - 18 dicembre 2022 PalaPiantanida, Busto Arsizio  | UYBA                  | 3 - 1 | Cuneo Granda  | 22-25, 25-20, 25-22, 25-22        |
| 13ª giornata - 26 dicembre 2022 Arena di Monza, Monza          | Pro Victoria          | 3 - 0 | UYBA          | 25-19, 25-13, 25-18               |

#### Girone di ritorno
| 14ª giornata - 7 gennaio 2023 PalaPiantanida, Busto Arsizio              | UYBA          | 3 - 0 | Firenze               | 25-20, 25-19, 25-20               |
| 15ª giornata - 15 gennaio 2023 PalaVerde, Villorba                       | Imoco         | 3 - 1 | UYBA                  | 23-25, 25-18, 25-18, 25-22        |
| 16ª giornata - 21 gennaio 2023 PalaPiantanida, Busto Arsizio             | UYBA          | 3 - 0 | Wealth Planet Perugia | 25-17, 25-14, 25-19               |
| 17ª giornata - 4 febbraio 2023 PalaTerdoppio, Novara                     | AGIL          | 3 - 2 | UYBA                  | 17-25, 26-24, 23-25, 26-24, 15-10 |
| 18ª giornata - 12 febbraio 2023 PalaPiantanida, Busto Arsizio            | UYBA          | 3 - 0 | Megavolley            | 25-18, 27-25, 25-12               |
| 19ª giornata - 19 febbraio 2023 PalaPiantanida, Busto Arsizio            | UYBA          | 3 - 0 | Bergamo 1991          | 25-17, 25-16, 25-22               |
| 20ª giornata - 26 febbraio 2023 PalaMaddalene, Chieri                    | Chieri '76    | 3 - 1 | UYBA                  | 20-25, 25-20, 25-23, 25-22        |
| 21ª giornata - 5 marzo 2023 Palazzetto dello Sport, Villafranca Piemonte | Pinerolo      | 1 - 3 | UYBA                  | 25-16, 20-25, 21-25, 22-25        |
| 22ª giornata - 8 marzo 2023 PalaPiantanida, Busto Arsizio                | UYBA          | 0 - 3 | Savino Del Bene       | 23-25, 23-25, 19-25               |
| 23ª giornata - 19 marzo 2023 PalaFontescodella, Macerata                 | Helvia Recina | 3 - 1 | UYBA                  | 22-25, 25-20, 25-16, 26-24        |
| 24ª giornata - 26 marzo 2023 PalaPiantanida, Busto Arsizio               | UYBA          | 3 - 1 | Casalmaggiore         | 22-25, 25-21, 25-19, 25-21        |
| 25ª giornata - 1º aprile 2023 PalaCastagnaretta, Cuneo                   | Cuneo Granda  | 2 - 3 | UYBA                  | 22-25, 26-24, 25-19, 22-25, 12-15 |
| 26ª giornata - 8 aprile 2023 PalaPiantanida, Busto Arsizio               | UYBA          | 0 - 3 | Pro Victoria          | 22-25, 11-25, 19-25               |

#### Play-off scudetto
| Quarti di finale (gara 1) - 15 aprile 2023 PalaVerde, Villorba           | Imoco | 3 - 0 | UYBA  | 25-18, 25-15, 25-19 |
| Quarti di finale (gara 2) - 18 aprile 2023 PalaPiantanida, Busto Arsizio | UYBA  | 0 - 3 | Imoco | 15-25, 19-25, 24-26 |

#### Play-off Challenge Cup
| 2ª giornata - 30 aprile 2023 PalaPiantanida, Busto Arsizio | UYBA       | 2 - 3 | Firenze | 25-21, 25-20, 19-25, 21-25, 13-15 |
| 3ª giornata - 3 maggio 2023 PalaMaddalene, Chieri          | Chieri '76 | 3 - 2 | UYBA    | 25-23, 21-25, 25-12, 21-25, 15-11 |

### Coppa CEV
| Sedicesimi di finale (andata) - 14 dicembre 2022 PalaPiantanida, Busto Arsizio   | UYBA              | 3 - 1 | Dresdner          | 25-18, 25-20, 16-25, 25-23        |
| Sedicesimi di finale (ritorno) - 21 dicembre 2022 Margon Arena, Dresda           | Dresdner          | 2 - 3 | UYBA              | 20-25, 22-25, 25-21, 25-20, 13-15 |
| Ottavi di finale (andata) - 10 gennaio 2023 Športna Dvorana Ljudski Vrt, Maribor | Branik            | 0 - 3 | UYBA              | 21-25, 17-25, 19-25               |
| Ottavi di finale (ritorno) - 18 gennaio 2023 PalaPiantanida, Busto Arsizio       | UYBA              | 3 - 0 | Branik            | 25-11, 25-14, 25-17               |
| Play-off (andata) - 1º febbraio 2023 PalaPiantanida, Busto Arsizio               | UYBA              | 0 - 3 | Türk Hava Yolları | 20-25, 14-25, 21-25               |
| Play-off (ritorno) - 15 febbraio 2023 PalaPiantanida, Busto Arsizio              | Türk Hava Yolları | 3 - 0 | UYBA              | 25-18, 25-22, 25-20               |

## Statistiche

### Statistiche di squadra
| Competizione | Punti | In casa | In casa | In casa | In trasferta | In trasferta | In trasferta | Totale | Totale | Totale |
| Competizione | Punti | G       | V       | P       | G            | V            | P            | G      | V      | P      |
| ------------ | ----- | ------- | ------- | ------- | ------------ | ------------ | ------------ | ------ | ------ | ------ |
| Serie A1     | 36/2  | 15      | 8       | 7       | 15           | 4            | 11           | 30     | 12     | 18     |
| Coppa CEV    | -     | 3       | 2       | 1       | 3            | 2            | 1            | 6      | 4      | 2      |
| Totale       | -     | 18      | 10      | 8       | 18           | 6            | 12           | 36     | 16     | 20     |

G = partite giocate; V = partite vinte; P = partite perse

### Statistiche dei giocatori
| Giocatore      | Serie A1 | Serie A1 | Serie A1 | Serie A1 | Serie A1 | Coppa CEV | Coppa CEV | Coppa CEV | Coppa CEV | Coppa CEV | Totale | Totale | Totale | Totale | Totale |
| Giocatore      | P        | PT       | AV       | MV       | BV       | P         | PT        | AV        | MV        | BV        | P      | PT     | AV     | MV     | BV     |
| -------------- | -------- | -------- | -------- | -------- | -------- | --------- | --------- | --------- | --------- | --------- | ------ | ------ | ------ | ------ | ------ |
| V. Battista    | 19       | 23       | 19       | 2        | 2        | 4         | 19        | 14        | 0         | 5         | 23     | 42     | 33     | 2      | 7      |
| C. Bressan     | 11       | 0        | 0        | 0        | 0        | 5         | 0         | 0         | 0         | 0         | 16     | 0      | 0      | 0      | 0      |
| V. Colombo     | 15       | 8        | 3        | 2        | 3        | 4         | 15        | 6         | 4         | 5         | 19     | 23     | 9      | 6      | 8      |
| A. Degradi     | 30       | 318      | 282      | 15       | 21       | 5         | 48        | 45        | 0         | 3         | 35     | 366    | 327    | 15     | 24     |
| C. Lloyd       | 26       | 90       | 42       | 40       | 8        | 5         | 14        | 6         | 6         | 2         | 31     | 104    | 48     | 46     | 10     |
| G. Lualdi      | 10       | 48       | 33       | 12       | 3        | 3         | 12        | 7         | 3         | 2         | 13     | 60     | 40     | 15     | 5      |
| R. Montibeller | 22       | 384      | 330      | 36       | 18       | 5         | 51        | 48        | 3         | 0         | 27     | 435    | 378    | 39     | 18     |
| S. Monza       | 24       | 12       | 5        | 2        | 5        | 5         | 10        | 6         | 3         | 1         | 29     | 22     | 11     | 5      | 6      |
| R. Olivotto    | 26       | 188      | 118      | 59       | 11       | 4         | 20        | 12        | 7         | 1         | 30     | 208    | 130    | 66     | 12     |
| L. Omoruyi     | 30       | 357      | 295      | 46       | 16       | 4         | 33        | 31        | 2         | 0         | 34     | 390    | 326    | 48     | 16     |
| L. Stigrot     | 30       | 174      | 155      | 13       | 6        | 5         | 49        | 41        | 6         | 2         | 35     | 223    | 196    | 19     | 8      |
| K. Zakchaiou   | 28       | 246      | 167      | 67       | 12       | 3         | 15        | 9         | 5         | 1         | 31     | 261    | 176    | 72     | 13     |
| G. Zannoni     | 22       | 0        | 0        | 0        | 0        | 5         | 0         | 0         | 0         | 0         | 27     | 0      | 0      | 0      | 0      |

P = presenze; PT = punti totali; AV = attacchi vincenti; MV = muri vincenti; BV = battute vincenti